# Juliette Brac
Juliette Brac (Genève, 17 februari 1926) is een Franse actrice die in Zwitserland werd geboren.

## Filmografie
- Bibliothèque nationale de France: cb14670818g (data)
- Gemeinsame Normdatei: 1100382658
- International Standard Name Identifier: 0000 0001 1996 561X
- Virtual International Authority File: 170992992
- WorldCat: E39PBJvXjRcJyhQ7Qgh4Wh8DMP